# Prachin Buri (província)
Prachin Buri é uma província da Tailândia. Sua capital é a cidade de Prachin Buri.